# Scoglio Viciatello
Lo scoglio Viciatello è un'isola del mar Ligure, nel territorio comunale di Ameglia in provincia della Spezia.